# Oravské Veselé
Oravské Veselé (Hongaars:Veszele) is een Slowaakse gemeente in de regio Žilina, en maakt deel uit van het district Námestovo.
Oravské Veselé telt 2738 inwoners.